# Victoria Treadell
Victoria Treadell (ur. 1960 w Ipoh) – brytyjska dyplomatka, od 29 maja 2010 wysoki komisarz Wielkiej Brytanii w Nowej Zelandii i na Samoa oraz jednocześnie gubernator Pitcairn. 

## Życiorys
Urodziła się w dzisiejszej Malezji, jej matka była singapurską Chinką, a ojciec miał korzenie francuskie i holenderskie. W 1979 dołączyła do brytyjskiej służby zagranicznej, gdzie pełniła szereg stanowisk zarówno w centrali w Londynie, jak i na placówkach w Islamabadzie i Kuala Lumpur. W 1999 przeszła do instytucji odpowiadających za międzynarodową promocję brytyjskiego biznesu oraz pozyskiwanie inwestorów zagranicznych dla Wielkiej Brytanii. 
W 2005 powróciła do dyplomacji jako szefowa placówki w Mumbaju w randze zastępcy wysokiego komisarza Wielkiej Brytanii w Indiach. We wrześniu 2009 ogłoszono jej nominację na stanowisko szefowej misji Wielkiej Brytanii w Wellington i zarazem gubernatora Pitcairn (od 1970 stanowiska te zawsze sprawuje ta sama osoba). Oficjalnie objęła te urzędy pod koniec maja 2010. 

### Odznaczenia
W 1989 otrzymała Królewski Order Wiktoriański klasy Kawaler (MVO), zaś w 2011 Order św. Michała i św. Jerzego klasy Kawaler (CMG). 